# Exocelina menyamya
Exocelina menyamya (лат.) — вид жуков-плавунцов рода Exocelina (Copelatinae, Dytiscidae). Видовое название дано по месту обнаружения типовой серии (Menyamya Village).

## Распространение
Остров Новая Гвинея: Папуа — Новая Гвинея (Papua New Guinea: Morobe Province, Menyamya, Mount Inji, 07°14.26’S, 146°01.40’E, на высоте 1500 м).

## Описание
Мелкие водные жуки красновато-коричневого цвета (ноги светлее), длина тела около 4 мм (от 4,0 до 4,8 мм), округло-овальной вытянутой формы тела; матовые. Пятый протарзомер самцов с более чем 50 передними щетинками и задним рядом из 13 длинных щетинок. Усики 11-члениковые. Пронотум короткий, надкрылья без бороздок. Крылья хорошо развиты. Связаны с водой. Вид был впервые описан в 2018 году австрийским колеоптерологом Еленой Владимировной Шавердо (Helena Vladimirovna Shaverdo; Naturhistorisches Museum Wien, Вена, Австрия) и немецким энтомологом М. Балком (Michael Balke; Zoologische Staatssammlung München, Мюнхен Германия). Включён в состав видовой группы Exocelina casuarina-group, в которой сходен с видами Exocelina casuarina и Exocelina fume. Видовое название дано по месту обнаружения типовой серии.